# Аматунда
Аматунда (на гръцки: Αμαθούς) или още Аматунта, Амафунта, Аматус е един от двата градове-държави на о. Кипър (другият е Курио - Kούριο). Между тези два града се намира град Лимасол. Древният град се намира на южния морски бряг на острова, на 5 km източно от Лимасол. Възниква през 10 век пр.н.е. и е важно пристанище (днес под водата) в продължение на 16 века. Разрушен през 7 век от арабите и след тях окончателно от Ричард I Лъвското сърце през 1191 г. Археологическите разкопки започват през 1865 г. Аматунда е туристически обект: храм на Афродита (реконструиран), терми и водопроводи, раннохристиянска базилика. Според преданието, жените от Аматунда приемат добре бременната Ариадна и нейният гроб се намира там. Градът е седалище на епископи и родно място на светците Тихон Аматунтски и Йоан Милостиви.